# Estadi Armando Picchi
L'Estadi Armando Picchi és un estadi de futbol de la ciutat de Liorna. Deu el seu nom a Armando Picchi, i és propietat de l'AS Livorno.
Va ser inaugurat el 1935 amb el nom Edda Ciano Mussolini. Té una capacitat de 19.801 espectadors i unes dimensions de 107x68 m. El primer partit que va albergar va ser l'Itàlia B - Àustria B amb resultat de 0-0.
Després de la Guerra Mundial fou anomenat Stadio Comunale di Livorno. Fou renovat pels Jocs Olímpics de 1960, on fou seu de diversos partits de futbol.

## Galeria

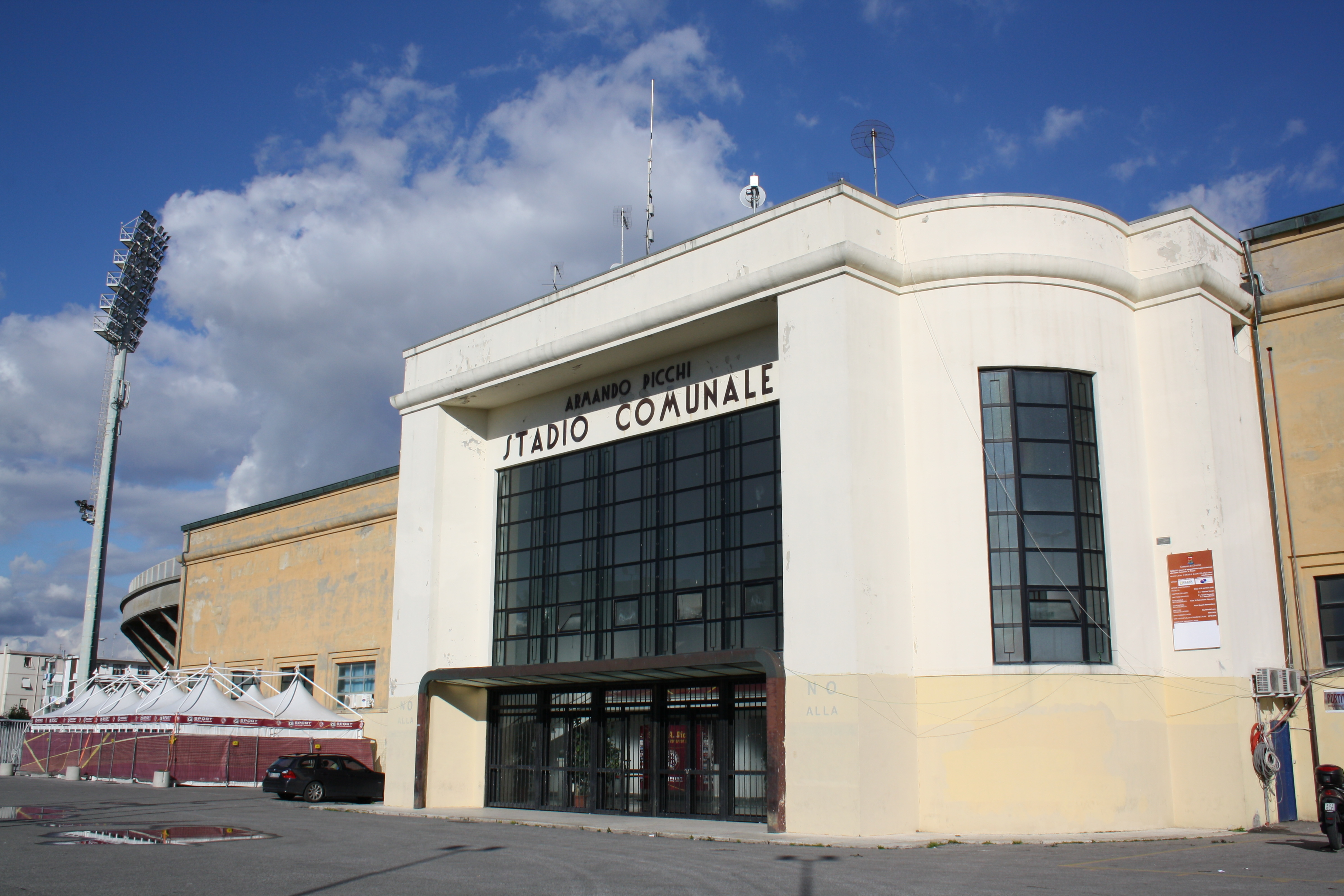
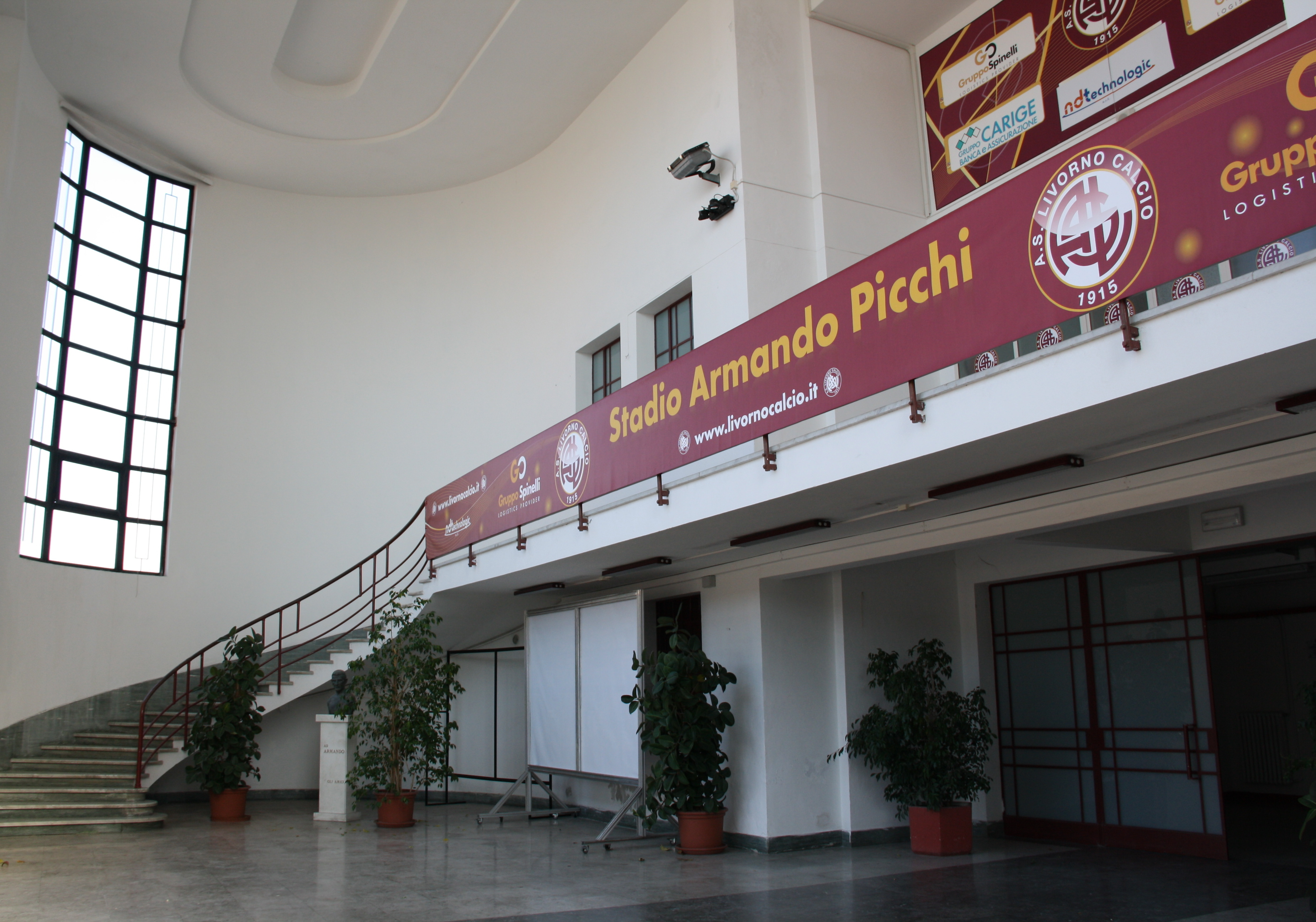
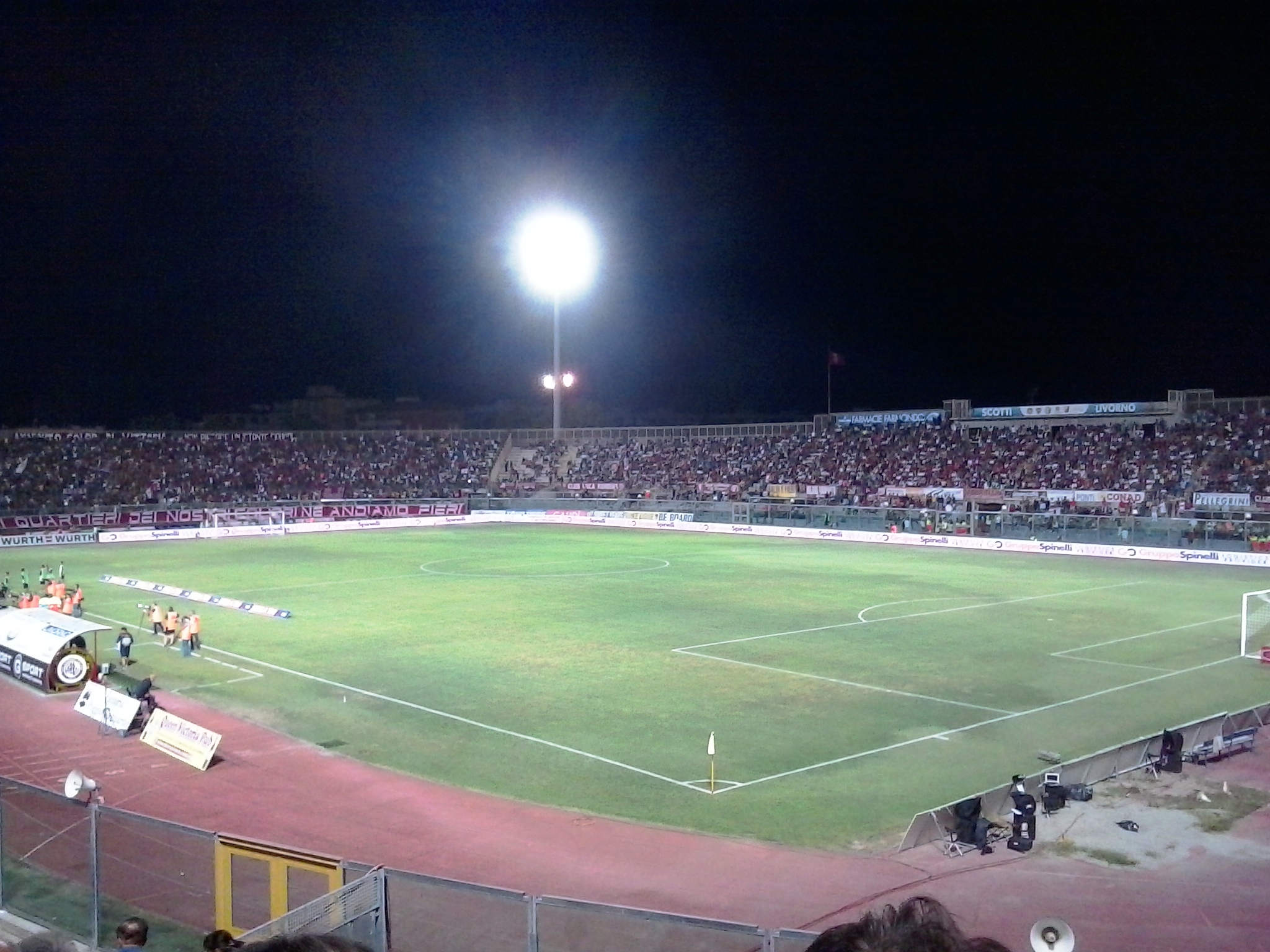
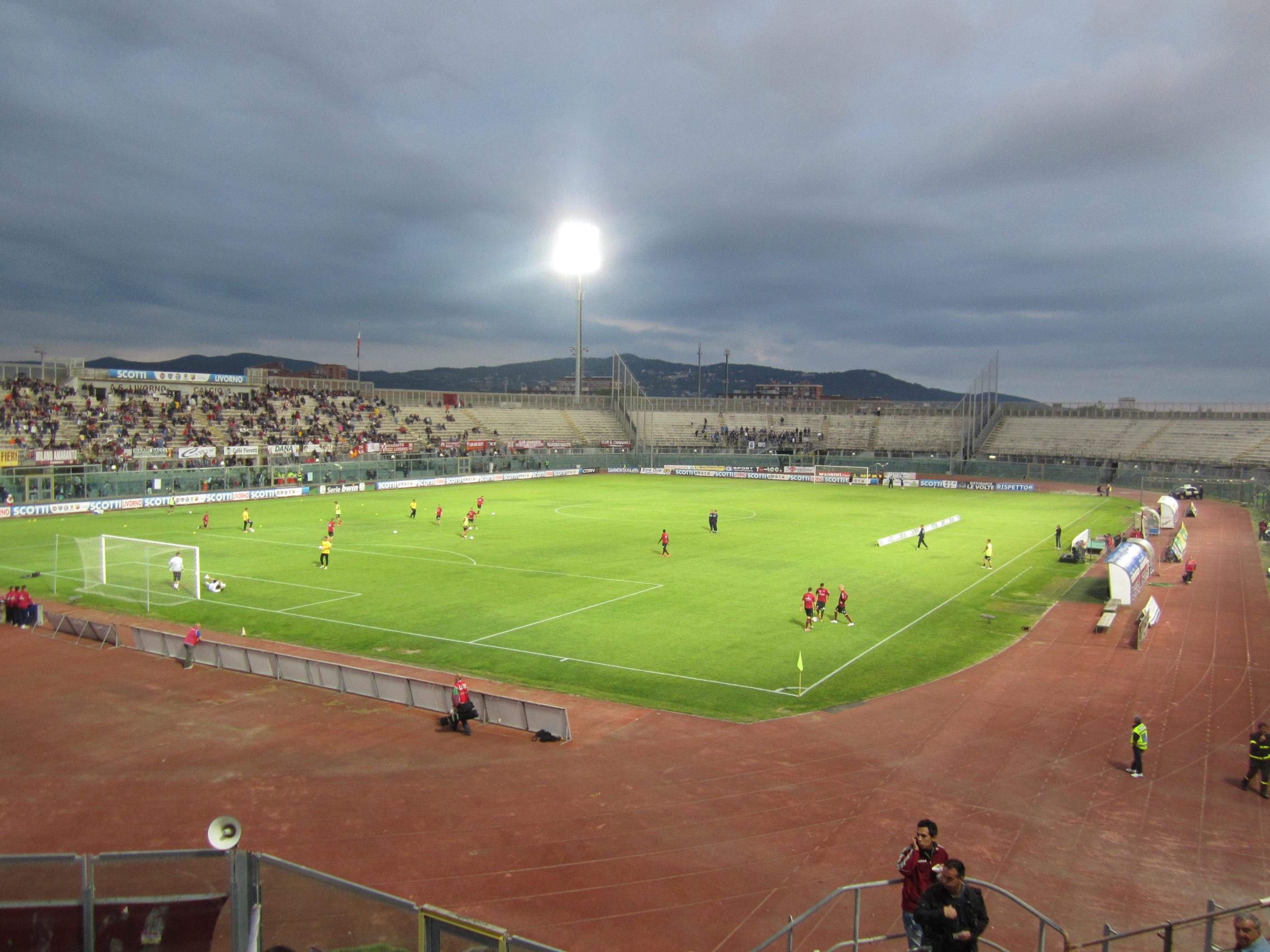